# Wapen van Sint Philipsland

Heerlijkheidswapen van Sint Philipsland

Gemeentewapen van Sint Philipsland

Het wapen van Sint Philipsland werd op 10 november 1819 bevestigd als heerlijkheidswapen en op 25 januari 1950 als gemeentewapen bevestigd door de Hoge Raad van Adel aan de Zeeuwse gemeente Sint Philipsland. De gemeente gebruikte voor de officiële bevestiging in 1950 het heerlijkheidswapen als gemeentewapen. Per 1995 ging Sint Philipsland op in de gemeente Tholen. Het wapen van Sint Philipsland is daardoor definitief komen te vervallen als gemeentewapen.

## Blazoenering
De blazoenering van het heerlijkheidswapen luidde als volgt:
Zijnde van sinopel, beladen met drie bandes van goud.
De blazoenering van het gemeentewapen luidde als volgt:
In sinopel drie gouden schuinbalken. Het schild gedekt met een gouden kroon van drie bladeren en twee paarlen.
De heraldische kleuren zijn sinopel (groen) en goud (goud of geel). Het heerlijkheids- en het gemeentewapen zijn identiek aan elkaar, alleen wordt het gemeentewapen gedekt met een gravenkroon.

## Verklaring
Het wapen van Sint Philipsland is gebaseerd op het wapen van Oud-Bourgondië. Dit verwijst naar het initiatief van Anna van Bourgondië, een buitenechtelijke dochter van hertog Philips van Bourgondië, om enkele schorren in het gebied te bedijken in 1487. Zo ontstond Sint Philipsland. Zij liet tevens een kerk bouwen die gewijd was aan Philippus om de beschermheilige van haar vader te eren en zijn naam te bewaren.. Het wapen wordt genoemd in de Nieuwe Cronyk van Zeeland van Smallegange, eind 17e eeuw.